# Wolf Bickel
Wolf Bickel (* 1942) ist ein deutscher Amateurastronom und Asteroidenentdecker.
Er beobachtet am Observatorium (IAU-Code 621) in Bergisch Gladbach und entdeckte zwischen 1995 und 2010 insgesamt mehr als 450 Asteroiden. 2013 wurde der Asteroid (4324) Bickel nach ihm benannt.